# Never Give All the Heart
Never Give All the Heart je původní píseň představená v první epizodě první série televizního hudebního seriálu Smash, s názvem Pilot.
Píseň napsali Marc Shaiman a Scott Wittman, ale v seriálu píseň složila skladatelská dvojice Julia Houston (Debra Messing) a Tom Levitt (Christian Borle) pro muzikál Bombshell, pojednávající o životě Marilyn Monroe.

## Výskyt v seriálu
Zatímco v pilotním díle zpívá část písně Ivy Lynn (Megan Hilty), tak v desáté epizodě Understudy zpívá tuto píseň Karen Cartright (Katharine McPhee). Verze od Ivy Lynn byla v seriálu předvedena jako nahrávání demo snímku pro Toma a Juliu, když přišli s nápadem na muzikál o Marylin. Karen zase tuto píseň zpívala producentům Bombshell v posledních minutách epizody. Píseň byla opakována i ve druhé sérii v epizodě The Fringe, kde ji zpívala opět Karen, ale v rychlejším tempu, než byly předchozí verze.

## Vydání
Píseň byla vydána jako singl na iTunes a také se objevila na albu Bombshell. V singlu a standardní edici alba píseň zpívá McPhee, zatímco na deluxe edici v bonusech zpívá píseň Hilty.